# Heroes and Villains
Heroes and Villains est une chanson des Beach Boys, composée par Brian Wilson, à cette époque principal compositeur et producteur du groupe, en collaboration avec le parolier Van Dyke Parks. Elle sort en format 45 tours en 1967 et atteint deux mois plus tard le numéro 12 du Billboard américain. Initialement conçue comme la pièce maîtresse de l'album Smile, abandonné en 1967, elle est devenue le morceau d'ouverture de l'album Smiley Smile, concocté à la hâte en remplacement du chef-d'œuvre avorté.

## Origine
Brian Wilson voulait que Heroes and Villains éclipse Good Vibrations. Il a puisé son inspiration dans deux standards, River Deep, Mountain High et The Bells of St. Mary's. La chanson a été composée au printemps 1966, au piano disposé dans le salon du compositeur. Quand celui-ci a joué la mélodie à Van Dyke Parks, celui-ci a tout de suite trouvé des paroles dans le style de El Paso de Marty Robbins.[réf. nécessaire] Van Dyke a trouvé le titre, que Brian a immédiatement apprécié puisque la chanson devait être une ballade reflétant la fascination espagnole et amérindienne, omniprésente en Californie, et devrait en être une réflexion historique.[pas clair]
La première épouse de Brian, Marilyn Wilson, déclara à ce propos : « Il y a beaucoup de personnes déjantées dans l'industrie de la musique. Les bons et les mauvais… C'est une chose à laquelle Brian pensait en écrivant cette chanson. » Il a été spéculé que la chanson pourrait faire référence à la guerre au Vietnam qui débutait alors, mais Van Dyke Parks réfuta cette conjecture : « Heroes And Villains n'avait rien à voir avec le Vietnam, mais plutôt avec la cause amérindienne. Nous essayions de nous disculper de ce que nous avions fait aux aborigènes de notre propre pays. On peut dire beaucoup sur le pouvoir du sourire, c'est ce qui turlupinait Brian à ce moment-là. Que devrions-nous garder des structures qui sont en nous, notamment des ficelles venant de la religion ? Le mysticisme battait en lui, et je l'ai aidé à combiner cela. Donc, il est ici beaucoup question de croyance, et vous pouvez l'entendre dans le morceau Child Is Father Of The Man. » Bien que Heroes and Villains ait été écrite au départ comme une chanson autonome, elle a conduit à la création d'une suite sur le thème du western pour l'album Smile, avec des références aux œufs, aux graines, aux basses-cours, aux cabanes et aux chemins de fer.

## Description et enregistrement
Il s'agit de la première collaboration entre Brian et Van Dyke Parks.
Originellement, la chanson était destinée à servir de lien et de fil conducteur entre les différents segments de l'album Smile[réf. nécessaire] (conçu comme un enchaînement de suites plutôt que de chansons pop traditionnelles), mais cet album a été laissé en suspens sine die ; Brian Wilson a alors voulu en faire un 45 tours comparable à Good Vibrations. Comme pour cette dernière composition, une méthode d'enregistrement peu orthodoxe a été utilisée : une multitude de pistes instrumentales disparates ont été enregistrées dans différents studios d'Hollywood à la demande du jeune compositeur, et c'est seulement lors du mixage que la chanson est assemblée en une structure cohérente pour former une suite. Mais le processus s'est révélé très pénible pour Brian, qui se sentait de plus en plus frustré, submergé par le nombre pratiquement illimité d'assemblages et de modifications possibles et ne parvenant jamais à être satisfait du résultat.
Al Jardine a décrit la version du single comme une sorte de parodie intentionnellement sous-produite.[réf. nécessaire]

### Chansons cousines et variations
Plusieurs chansons devaient être incorporées à Heroes and Villains, mais ont finalement été produites comme titres à part entière.
Gee est inspiré du doo-wop. Dans une des premières prises, elle devait servir d'introduction. Une autre prise n'a pas d'indication précise quant à sa destination.
I'm in Great Shape et Barnyard devaient être incorporées à Heroes and Villains, tout au moins dans la version du single.
My Only Sunshine est un medley de chansons pop, de The Old Master Painter et de You Are My Sunshine. La section finale est proche de celle de Heroes and Villains.
Do You Like Worms? contient des échantillons de Heroes and Villains.
Vega-Tables et Love to Say Dada auraient également pu être intégrées.

### Projet desingleà un seul titre
La chanson aurait pu sortir comme unique titre d'un 45 tours, avec une moitié sur chaque face, comme l'indique la version publiée dans The Smile Sessions. Cela se faisait parfois depuis le milieu des années 1960, on peut notamment citer la première version du single de la chanson Like A Rolling Stone de Bob Dylan dont la durée nécessitait qu'elle fût répartie sur les deux faces (mais par la suite, sous la pression du public et des diffuseurs radiophoniques, une nouvelle version est sortie avec l'intégralité de Like A Rolling Stone en face A, et Gates Of Eden en face B, ceci étant rendu possible par l'évolution des techniques de mastering et de gravure).
Il est possible qu'à l'origine ces deux versions aient été plus longues, mais cela n'a jamais été confirmé.

## Réception
Brian Wilson a déclaré avoir de grandes espérances pour cette chanson dans la lignée de Good Vibrations. Mais comme le single n'a pas pu répliquer de manière significative le succès de son prédécesseur, il a abandonné sa rivalité auto-imposée avec les Beatles. Selon Jack Rieley, Wilson voulait que Heroes and Villains mette fin à l'image de « chansons de surf et de voitures » des Beach Boys et laisse place à un nouvel espace de créativité. Brian a interprété l'échec de Heroes and Villains comme un rejet par le public de son génie musical et artistique. Mike Love a décrit Heroes and Villains comme « le dernier moment dynamique de Brian ».

## Personnel
The Beach Boys
- Brian Wilson – chant solo, harmonie, chœurs (et rire), composition, orchestrations et production
- Mike Love – harmonie et chœurs (et rire)
- Al Jardine – harmonie et chœurs (et rire)
- Bruce Johnston – harmonie et chœurs (et rire)
- Carl Wilson – harmonie, chœurs (et rire)
- Dennis Wilson – harmonie, chœurs (et rire)

Musiciens additionnels
- Hal Blaine – batterie
- Carol Kaye – guitare basse
- Lyle Ritz – contrebasse
- Larry Knechtel - clavecin
- Don Randi – piano ("Cantina")
- Billy Strange – guitar ("Cantina")

## Différentes versions des Beach boys et de Brian Wilson
- Juin 1967, 45 tours
- Septembre 1967, 1er morceau de Smiley Smile
- Enregistrements de 1982, The Cocaine Sessions (bootleg), avec Brian et Dennis Wilson
- 2001, Wild Honey / Smiley Smile (ré-édition), en bonus track
- 2004, réenregistrement pour Brian Wilson Presents Smile
- 2011, The Smile Sessions des Beach boys, enregistrements inédits de 1967 remasterisés et réagencés

## Autres versions
- 1997, Secret Chiefs 3 : sur Smiling Pets
- 2000, Malcolm Ross : Caroline Now!
- 2002, Gary Usher : Add Some Music to Your Day: 1970 Symphonic Tribute to Brian Wilson
- 2002, Phil Madeira, Making God Smile
- 2011, Salyu : s(o)un(d)beams+ (dans Our Prayer ~ Heroes And Villains)